# Monte Hacho
Le Monte Hacho est une petite montagne de péninsule d'Almina qui domine l'enclave espagnole de Ceuta, sur la côte nord de l'Afrique. Le Monte Hacho est situé sur la côte méditerranéenne, en face de Gibraltar. Il est parfois considéré comme l'une des deux Colonnes d'Hercule, l'autre étant le rocher de Gibraltar, mais il est généralement admis que la « colonne » africaine est le djebel Musa, nettement plus élevé.
Le Monte Hacho est situé sur la péninsule Almina et surmonté par le fort Hacho, construit par les Byzantins, avec des ajouts marocains, portugais et espagnols. Il est actuellement occupé par l'armée espagnole. Le Monte Hacho compte également un couvent, Ermita de San Antonio, et un monument dédié au généralissime Francisco Franco et au début de la guerre civile espagnole en Afrique du Nord en 1936. Jusqu'en 1981, on y trouvait une prison militaire, où fut emprisonné, entre autres, le père de l'écrivain Fernando Arrabal.